# 觸發式大顎
觸發式大顎（Trap-jaws） 專指一些類群的螞蟻中高度特化的大顎。觸發式大顎可以透過釋放彈性位能讓大顎快速的閉合，最高速度可達時速 230 公里（鋸針蟻 Odontomachus bauri）。觸發式大顎可以用來捕食和防禦，有些鋸針蟻會利用大顎擊中目標的反作用力來「跳躍」躲避敵人。

具有觸發式大顎的螞蟻。左上：瘤顎家蟻屬；中上：針刺家蟻屬；右上：鋸針蟻屬；左下：顎針蟻屬；右下：長顎山蟻屬。

## 具有觸發式大顎的物種列表
觸發式大顎在蟻科中至少獨立演化四次，針蟻亞科和山蟻亞科各一次，家蟻亞科兩次。
以下為具有觸發式大顎的種類：

- 山蟻亞科：長顎山蟻屬
- 家蟻亞科：刺顎家蟻屬（Acanthognathus）、針刺家蟻屬、姬針刺家蟻屬（Microdaceton）、五瘤家蟻屬（Orectognathus）、隱瘤家蟻屬（Epopostruma）、瘤顎家蟻屬（大部分物種）
- 針蟻亞科：顎針蟻屬、鋸針蟻屬
- †幽冥蟻亞科：†幽冥蟻亞科 <學者根據形態推測該亞科極有可能為觸發式大顎>

## 原理
大顎張開後基部會卡住，受鎖定無法閉合，螞蟻再透過收縮大顎來累積彈性位能（大顎無法閉合，能量無法釋放），最後再透過觸發肌來解除大顎關節鎖，釋放累積的彈性位能，以極快的速度關閉大顎。
| 亞科     | 屬                                                                                     | 物種數 | 分布               | 大顎鎖定處   | 累積彈性位能處      | 觸發肌     |
| -------- | -------------------------------------------------------------------------------------- | ------ | ------------------ | ------------ | ------------------- | ---------- |
| 針蟻亞科 | 鋸針蟻屬 顎針蟻屬                                                                      | 183    | 新舊熱帶           | 大顎關節     | 可能為 收縮肌肌蛋白 | 大顎收縮肌 |
| 山蟻亞科 | 長顎山蟻屬                                                                             | 39     | 東南亞             | 未知         | 未知                | 未知       |
| 家蟻亞科 | 刺顎家蟻屬（Acanthognathus）                                                           | 7      | 新熱帶             | 大顎上的突起 | 可能為 收縮肌肌蛋白 | 大顎收縮肌 |
| 家蟻亞科 | 針刺家蟻屬                                                                             | 2      | 新熱帶             | 上唇         | 可能為 收縮肌肌蛋白 | 上唇收縮肌 |
| 家蟻亞科 | 姬針刺家蟻屬（Microdaceton）、 五瘤家蟻屬（Orectognathus）、 隱瘤家蟻屬（Epopostruma） | 51     | 舊熱帶             | 未知         | 未知                | 未知       |
| 家蟻亞科 | 瘤顎家蟻屬                                                                             | 834    | 全世界的溫帶和熱帶 | 上唇         | 可能為 收縮肌肌蛋白 | 上唇收縮肌 |

長顎山蟻屬、顎針蟻屬、鋸針蟻屬的頭部中央具有一對觸發毛（trigger hair），牠們會利用觸發毛去感知獵物的位置，當觸發毛碰觸到獵物時，便會釋放神經訊息，帶動觸發肌，使大顎快速閉合。

## 已滅絕的幽冥蟻亞科
幽冥蟻亞科雖然已滅絕，無法觀察確切的行為，但學者根據幽冥蟻亞科的形態推論其可能具有觸發式大顎。幽冥蟻亞科的大顎呈鐮刀狀，相異於其他螞蟻的大顎，幽冥蟻亞科的大顎的運動方向是垂直的。其頭楯部特化外突，和垂直運動的大顎形成一個鉗狀構造，可以將獵物卡在大顎和頭楯部之中，頭楯部腹側具有兩根特別長的剛毛，科學家推測其功能可能類似於觸發毛。

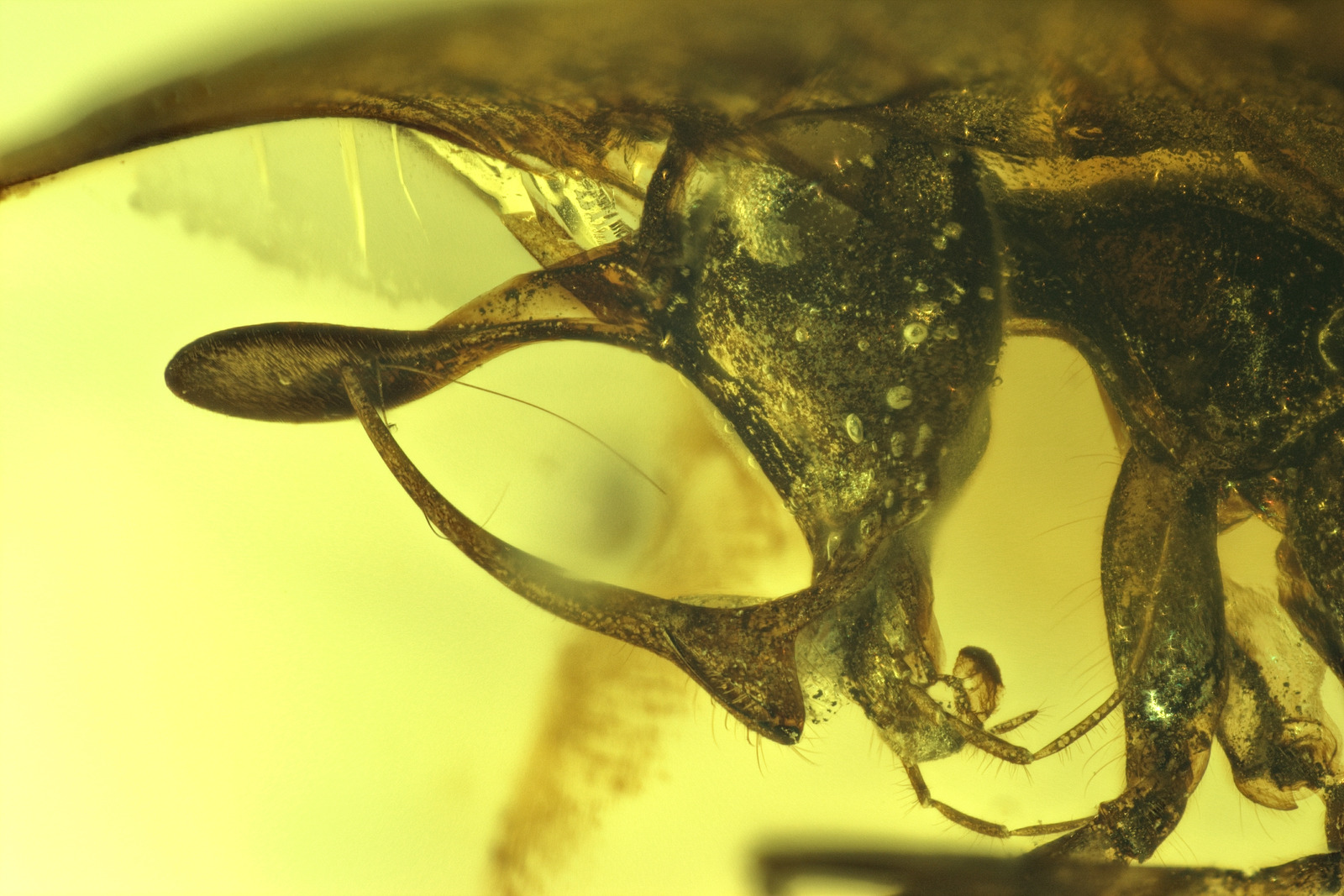
犀角槳角幽冥蟻（Linguamyrmex rhinocerus）的頭部。
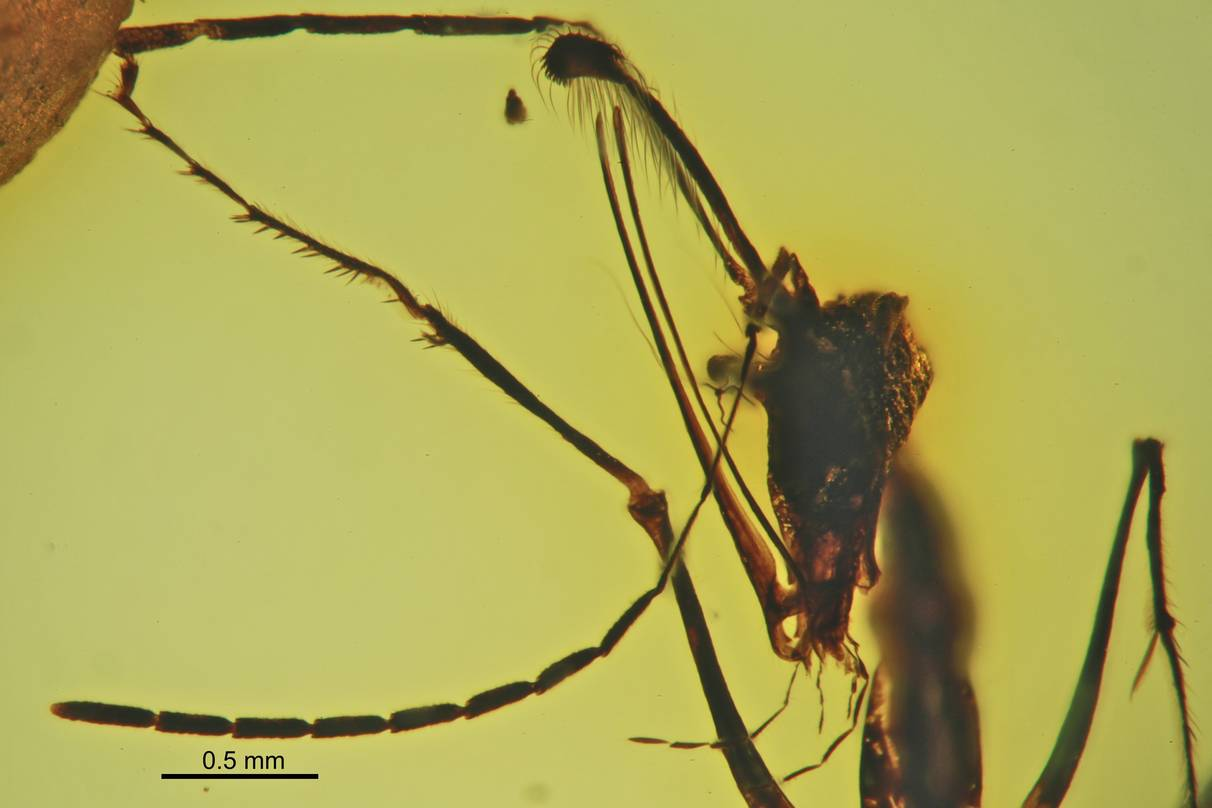
艾氏長角幽冥蟻（Ceratomyrmex ellenbergeri）的頭部。
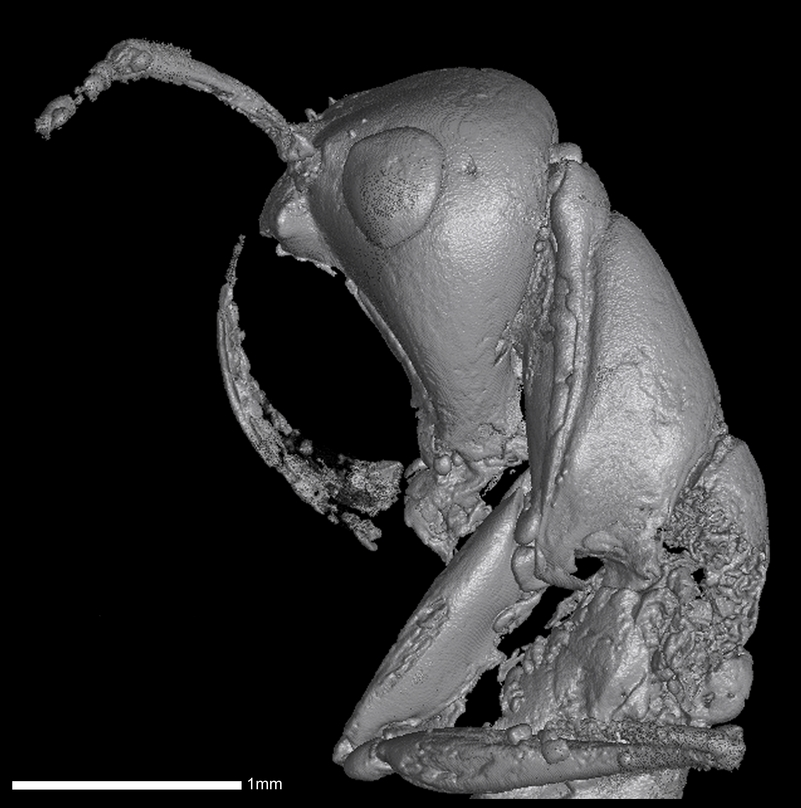
彎刀幽冥蟻（Haidomyrmex scimitarus）的頭部斷層掃瞄。

## 延伸閱讀
- 咬彈式大顎（snap-jaw），目前動物界中運動速度最快（475 公里）的新渡戶歪白蟻的大顎便屬此類。